# Jimmy Cool
Jimmy Cool (Originaltitel: Jimmy Two-Shoes) ist eine kanadisch Zeichentrickserie von Edward Kay und Sean Scott.

## Handlung
Das Städtchen Miseryville wird von Luzius Heinous VII. regiert, der versucht die miese Stimmung in der Stadt aufrechtzuerhalten. Die meisten seiner Untertanen arbeiten bei der Firma Misery Inc., einem Lieferanten verdorbener Nahrungsmittel, die für Betrübnis sorgen. Als jedoch der junge Jimmy dort auftaucht, steckt er alle Bewohner mit seiner fröhlichen Art an. Das gefällt Lucius gar nicht. Dass sein einziger Sohn Belzi sich mit Jimmy anfreundet, macht die Sache nicht leichter für ihn.

## Hauptcharaktere
Jimmy: Jimmy weiß immer das Positive aus einer Sache zu ziehen, egal, wie aussichtslos sie sein mag. Er wirkt häufig etwas geistesabwesend und zerstreut. Er hat ein einäugiges Haustier namens Zerbie.
Belzi: Er ist Luzius Sohn und das komplette Gegenteil von ihm. Belzi ist dick, groß, gutmütig und faul. Er ist noch dazu für jeden Spaß zu haben und stellt mit Jimmy jede Menge Blödsinn an. Belzi ist noch dazu ziemlich verfressen, was ihn in viele unangenehme Situationen bringt.
Hölluis: Sie ist Jimmys Nachbarin und die einzige neben ihm, die wie ein Mensch aussieht. Hölluis ist ein technisches Genie und steht als mechanische Entwicklerin in Luzius' Diensten, doch sie lässt sich nicht mal von ihrem Arbeitgeber etwas sagen. Sie ist bekannt für ihre Wutausbrüche, doch Jimmy gegenüber ist sie stets charmant und zuvorkommend. Sie ist wesentlich kleiner als er, ihr Alter wird jedoch nie verraten.
Luzius: Er ist der uneingeschränkte Herrscher von Miseryville. Er ist unsozial, selbstsüchtig, eigensinnig und das sind noch seine besten Eigenschaften. Da er jedoch ziemlich unter der verrückten Plänen Jimmys leiden muss, ist er mehr zu bedauern als zu fürchten. Die einzige Person, für die er etwas Zuneigung empfindet ist die attraktive, (im Vergleich zu ihm) hochgewachsene Jez, die ihn jedoch nicht ernst nimmt.
Samy: Samy ist Luzius' Sekretär und für viele undankbare Aufgaben zuständig. So dient er seinem Chef oft als Möbelstück und bekommt nur Abfall zu essen. Luzius dankt ihm seine Hilfe überhaupt nicht, obwohl er ohne Samy zu überhaupt nichts in der Lage wäre.

## Synchronisation
| Rollenname              | Originalsprecher    | Deutsche Synchronsprecher |
| ----------------------- | ------------------- | ------------------------- |
| James „Jimmy“ Two-Shoes | Cory Doran          | Dirk Stollberg            |
| Beezy J. Heinous        | Brian Froud         |                           |
| Heloise                 | Tabitha St. Germain | Marie-Luise Schramm       |
| Lucius Heinous VII      | Sean Cullen         | Jan Spitzer               |
| Samuel „Samy“ Garvin    | Dwayne Hill         |                           |

### Episodenliste

#### Staffel 1
| Folge (gesamt) | Folge (Staffel) | Part | deutscher Titel                | deutsche Erstausstrahlung | Originaltitel                   |
| 1              | 01              | a    | Spuk Tube                      | 13.11.2009                | Spew Tube                       |
| 1              | 01              | b    | Körpertausch                   | 07.12.2009                | Monster Mutt                    |
| 2              | 02              | a    | Die Hitzewelle                 | 11.12.2009                | Heat Blanket Jimmy              |
| 2              | 02              | b    | Handyritis                     | 14.12.2009                | Cellphone-it-is                 |
| 3              | 03              | a    | Jämmerlicher Jahrmarkt         | 17.12.2009                | Carnival Lucius                 |
| 3              | 03              | b    | Babysitter Jimmy               | 18.12.2009                | Baby Boom                       |
| 4              | 04              | a    | Weit unter Par                 | 21.12.2009                | Way Below Par                   |
| 4              | 04              | b    | Eine Freundin für Beezy        | 22.12.2009                | Jimmy Matchmaker                |
| 5              | 05              | a    | Der maskierte Presslufthammer  | 21.01.2010                | The Masked Jackham              |
| 5              | 05              | b    | Erhöhter Druck                 | 16.10.2010                | The Big Drip                    |
| 6              | 06              | a    | Werbung ist alles              | 07.12.2009                | I’ve Totally Shredded My Cheese |
| 6              | 06              | b    | Hölluis’ Wunschzettel          | 08.12.2009                | Heloises Wish List              |
| 7              | 07              | a    | Treffen der Generationen       | 24.12.2009                | Popsicles                       |
| 7              | 07              | b    | Bei Belzi                      | 17.01.2010                | Chez Beezy                      |
| 8              | 08              | a    | Die Schnee-Maschine            | 09.12.2009                | A Cold Day in Miseryville       |
| 8              | 08              | b    | Fiese Fiesel                   | 10.12.2009                | Mount Misery                    |
| 9              | 09              | a    | Okto-Jim & Spaghetti Belzi     | 15.12.2009                | Power Squid & Spaghetti Beezy   |
| 9              | 09              | b    | Ein dämliches Date             | 16.12.2009                | The Big Date                    |
| 10             | 10              | a    | Der Wettbewerb                 | 23.12.2009                | The Competition                 |
| 10             | 10              | b    | Vati taut auf                  | 25.12.2009                | Jimmy Don’t be Hero             |
| 11             | 11              | a    | Strähnen lügen nicht           | 28.12.2009                | A Heir-Brained Idea             |
| 11             | 11              | b    | Geister-Panik                  | 29.12.2009                | Ghostmackers                    |
| 12             | 12              | a    | Jimmys Schnurrbart             | 30.12.2009                | Jimmy Gets a Stache             |
| 12             | 12              | b    | Ein Butler für Belzi           | 31.12.2009                | The Butley Did It               |
| 13             | 13              | a    | Die Produkttester              | 04.01.2010                | The Product Tester              |
| 13             | 13              | b    | Invasion der Fiesel            | 05.01.2010                | Invasion of the Weavils         |
| 14             | 14              | a    | Der neue Katalog               | 06.01.2010                | Catalogue of Misery             |
| 14             | 14              | b    | Schreckham, Fußball-Superstar! | 07.01.2010                | Bend it like Wreckem            |
| 15             | 15              | a    | Luzius macht Urlaub            | 08.01.2010                | Wish You Weren’t Here           |
| 15             | 15              | b    | Zerbie ist verliebt            | 11.01.2010                | Cerbee in Love                  |
| 16             | 16              | a    | Die Renn-Flöhe                 | 12.01.2010                | The Racing Bug                  |
| 16             | 16              | b    | Zu viele Jimmys                | 13.01.2010                | Too Many Jimmys                 |
| 17             | 17              | a    | Die Nacht der lebenden Gurke   | 14.01.2010                | Rear Pickle                     |
| 17             | 17              | b    | Wild gewordene Clowns          | 18.01.2010                | Clown Gone Wild                 |
| 18             | 18              | a    | Der beste Streich aller Zeiten | 19.01.2010                | Best Prank Ever                 |
| 18             | 18              | b    | Ein schlechter Hornschnitt     | 20.01.2010                | Bad Horn Day                    |
| 19             | 19              | a    | Nachts im Widerling-Museum     | 22.01.2010                | Night in the Heinous Museum     |
| 19             | 19              | b    | Fiesels Hochzeit               | 25.01.2010                | I Married A Weavil              |
| 20             | 20              | a    | „Hilfe, die Gnömer kommen!“    | 26.01.2010                | Meet The Gnomans                |
| 20             | 20              | b    | „Schluckauf, Schluckab“        | 27.01.2010                | There’s Always a Hiccup         |
| 21             | 21              | a    | Wie Pech und Kleber            | 01.02.2010                | Fused Together                  |
| 21             | 21              | b    | „Mein Freund, der Busfahrer“   | 02.02.2010                | Bus Driving B.F.F.              |
| 22             | 22              | a    | „Sitz, Rocky!“                 | 03.02.2010                | Pet Rockey                      |
| 22             | 22              | b    | Ab ins All!                    | 04.02.2010                | Rocket Jimmy                    |
| 23             | 23              | a    | „Schlaf schön, Miseryville!“   | 28.01.2010                | I Am Jimmy                      |
| 23             | 23              | b    | „Happy Birthday, Luzius“       | 29.01.2010                | Happy Birthday Lucius           |
| 24             | 24              | a    | Keinen Bock auf Vorschriften   | 05.02.2010                | No Rules Rulez Jimmy            |
| 24             | 24              | b    | Wer solche Freunde hat …       | 08.02.2010                | Best Bud Battle                 |
| 25             | 25              | a    | Hölluis’ Geheimnis             | 09.02.2010                | Heloise’s Big Secret            |
| 25             | 25              | b    | Knastbrüder                    | 10.02.2010                | Jimmy in the Big House          |
| 26             | 26              | a    | Ein Duft von Widerling         | 11.02.2010                | Scent of a Heinous              |
| 26             | 26              | b    | Schoko-Schock!                 | 12.02.2010                | There Will Be Chocolate         |

#### Staffel 2
| Folge (gesamt) | Folge (Staffel) | Part | deutscher Titel                          | deutsche Erstausstrahlung | Originaltitel                 |
| 27             | 01              | a    | Tanz, Jimmy, tanz!                       | 06.05.2011                | Dance Jimmy Dance             |
| 27             | 01              | b    | Jimmy und Belzi auf der Flucht           | 08.02.2013                | Jimmy and Beezy on the Run    |
| 28             | 02              | a    | Belzi, das Genie                         | 06.05.2011                | Beezy J. Genius               |
| 28             | 02              | b    | Mein bester Freund ist ein Fiesel        | 22.02.2013                | My Best Friend is a Weavil    |
| 29             | 03              | a    | Jimmy, der Bruchpilot                    | 09.05.2011                | Air Force None                |
| 29             | 03              | b    | Hölluis, Heldin der Pandas               | 16.02.2013                | Panda-Monium                  |
| 30             | 04              | a    | Die Limonaden-Krise                      | 10.05.2011                | You Can’t Keep A Heinous Down |
| 30             | 04              | b    | Das tapfere Trio                         | 10.05.2011                | The Terrific Trio             |
| 31             | 05              | a    | Das Ferienparadies                       | 11.05.2011                | Spring Broke                  |
| 31             | 05              | b    | Die Gurken-Zombie                        | 11.05.2011                | Zombie Pickle                 |
| 32             | 06              | a    | Mehr Glück als Verstand                  | 12.05.2011                | Bad Luck Jimmy                |
| 32             | 06              | b    | Liebe ohne Ende                          | 12.05.2011                | Misery Hearts                 |
| 33             | 07              | a    | Das Multi-Talent                         | 13.05.2011                | Highschool Mule-sical         |
| 33             | 07              | b    | Hölluis Schmolluis                       | 13.05.2011                | Helloise Schmeloise           |
| 34             | 08              | a    | Jimmy’s neue Schuhe                      | 16.05.2011                | Jimmy New-Shoes               |
| 34             | 08              | b    | Was ist los mit Hölleuis?                | 16.05.2011                | What’s Up with Helloise?      |
| 35             | 09              | a    | Pfeif drauf!                             | 17.05.2011                | Everyone Can Whistle          |
| 35             | 09              | b    | Kopflos in Miseryville                   | 17.05.2011                | Heads Will Roll               |
| 36             | 10              | a    | Blöd vor Liebe                           | 18.05.2011                | She Loves Me                  |
| 36             | 10              | b    | Widerling gegen Clown                    | 18.05.2011                | Heinous vs. Clown             |
| 37             | 11              | a    | Spatzenhirne                             | 19.05.2011                | Bird Brained                  |
| 37             | 11              | b    | Der Mann der niemals lachte              | 23.06.2012                | The Mysteriouse Mr. Ten       |
| 38             | 12              | a    | Hölluis’ heimlicher Verehrer             | 23.05.2011                | Helloise’s Secret Admirer     |
| 38             | 12              | b    | Der Miseryville-Marathon                 | 23.05.2011                | Miseryville Marathon          |
| 39             | 13              | a    | Gestrandet im Schwimmbad                 | 24.05.2011                | Lucius Lost                   |
| 39             | 13              | b    | Wer ist Herrmann?                        | 24.05.2011                | Something About Herman        |
| 40             | 14              | a    | Ein Geschenk für Jez                     | 25.05.2011                | A Present for Jez             |
| 40             | 14              | b    | Der Grimassen-Wettbewerb                 | 25.05.2011                | Funny Face-Off                |
| 41             | 15              | a    | Samy’s neuer Job                         | 26.05.2011                | Samy’s New Gig                |
| 41             | 15              | b    | Viel zu sauber!                          | 26.05.2011                | The Clean Sneak               |
| 42             | 16              | a    | Spaß mit Opa                             | 30.05.2011                | Six Over Seven                |
| 42             | 16              | b    | Das Alien-Ei                             | 30.05.2011                | The Outsiders                 |
| 43             | 17              | a    | Die Hornfee                              | 31.05.2011                | The Great Horn Fairy          |
| 43             | 17              | b    | Noch ein Gefallen                        | 31.05.2011                | The Collectors                |
| 44             | 18              | a    | Das Kapuzen-Huhn                         | 01.06.2011                | The Hooded Chicken            |
| 44             | 18              | b    | Taschengeld gestrichen!                  | 01.06.2011                | Make No Allowances            |
| 45             | 19              | a    | Generation Handy                         | 02.06.2011                | Generation Text               |
| 45             | 19              | b    | Der Schneerilla                          | 02.06.2011                | Snowrilla                     |
| 46             | 20              | a    | Der Umwelt zuliebe                       | 03.06.2011                | Going Green                   |
| 46             | 20              | b    | Mein geliebtes Sandwich                  | 03.06.2011                | My So-Called Loaf             |
| 47             | 21              | a    | Gute Wolle, böse Wolle                   | 06.06.2011                | Better Sweater                |
| 47             | 21              | b    | Platzhalter Jimmy                        | 06.06.2011                | Jimmy on the Spot             |
| 48             | 22              | a    | Jimmy’s großer Traum                     | 07.06.2011                | Jimmy’s Life Goal             |
| 48             | 22              | b    | Opa Widerling’s Geburtstag               | 07.06.2011                | Heinous on Ice                |
| 49             | 23              | a    | Bei Jimmy spukt’s!                       | 08.06.2011                | Toast Busters                 |
| 49             | 23              | b    | Benimmkurs für Belzi                     | 08.06.2011                | Beezy 2.0                     |
| 50             | 24              | a    | Der Fieseltag                            | 09.06.2011                | Weavil Day                    |
| 50             | 24              | b    | Hölluis’ Rivalin                         | 09.06.2011                | Heloise’s Rival               |
| 51             | 25              | a    | Schaumbadpudel                           | 10.06.2011                | Bubble Poodle                 |
| 51             | 25              | b    | Zerbie zieht um                          | 10.06.2011                | Cerbee Come Home              |
| 52             | 26              | a    | Guter, alter Jimmy!                      | 13.06.2011                | Good Old Jimmy                |
| 52             | 26              | b    | Schleimig, schleimiger, am schleimigsten | 13.06.2011                | Slime, Slimier, Slimiest      |

## Ausstrahlung
Die Serie startete am 13. Februar 2009 auf dem US-Kabelsender Disney XD und am 21. März 2009 in Kanada auf Teletoon. Die deutschsprachige Erstausstrahlung war am 13. November 2009 auf dem deutschen Disney XD. Eine Ausstrahlung im frei empfangbaren Fernsehen war bisher noch nicht zu sehen. Am 9. September 2010 begann die Ausstrahlung der zweiten Staffel in Kanada und am 30. Oktober 2010 in den USA. In Deutschland war die zweite Staffel ab dem 6. Mai 2011 zu sehen.

## Hintergrund
Es wird in der Serie nicht genau bestimmt, aber Miseryville könnte in der Hölle liegen. Noch dazu gibt es in der Serie einige Anspielungen auf dieses Thema: Lucius und Belzi sind Anspielungen auf die Namen Luzifer und Beelzebub, was zwei Namen des Teufels sind. Zerbie basiert vom Namen her auf Cerberus (griech. Kerberos), den Höllenhund und Hölluis spielt mit ihrem Namen direkt auf die Hölle an.

## Running Gags
Hölluis versucht in vielen Episoden, mit Jimmy zu flirten und regt sich furchtbar auf, wenn sie jemand darauf anspricht. Noch dazu sind ihre Füße nie zu sehen, da ihr Kleid bis zum Boden reicht. In einer Episode war es sogar zentrales Thema, ob sie überhaupt über Füße verfügt.